# Во-д'Амонь
Во-д'Амонь (фр. Vaux d'Amognes) — муніципалітет у Франції, у регіоні Бургундія-Франш-Конте, департамент Ньєвр. Во-д'Амонь утворено 1 січня 2017 року шляхом злиття муніципалітетів Бальре i Уруер. Адміністративним центром муніципалітету є Уруер. Населення — 532 особи (01.01.2021).